# カシワバゴムノキ
カシワバゴムノキ（柏葉ゴムの木、学名：Ficus lyrata、フィカス・リラータ）は、クワ科イチジク属の非耐寒性の常緑性高木。原産地は熱帯アフリカ。

## 特徴
高さ12メートル (m) 以上になる高木。葉は革質で厚く、バイオリンのような形で長さ30 - 40センチメートル (cm) と大きく、先の方が広い。葉の表面は光沢があり、緑色。鉢に植えて観葉植物にする。和名の由来は、葉がカシワの葉と似ていることから。